# Снепород
49°55′01″ пн. ш. 32°58′39″ сх. д. / 49.916944444444° пн. ш. 32.9775° сх. д.
Снепород або Снопород — давньоруське місто на річці Сулі, згадане в «Списку руських міст далеких і ближніх».

## Городище
Городище Снопорода розташоване на високому мисі в 3 км на північ від села Мацківці в Лубенському районі Полтавської області біля впадання в Сулу річки Сліпород. Округло-яйцеподібне городище між правим берегом Сніпорода та великою балкою має розміри 108×85 м (0,8 га), обнесене валом заввишки 3 м та зберігає сліди трьох в'їздів. До городища, що залишилося від дитинця, прилягає селище (колишній окольний град) площею 3 га. Культурний шар містить відкладення XI—XIII століть. Розкопки, проведені тут, вказують у тому числі на наявність серед мешканців фортеці недавніх кочівників, що перейшли до осілого способу життя.

## Історія
За даними археології, зведення Снопороду датується третьою чвертю XI століття. Снопород входив до складу Переяславського князівства і був частиною Посульської оборонної лінії проти набігів степових кочівників. Сусідив із фортецями Лукомль і Лубен. Язичницький комплекс був знищений тільки в кінці XII століття, а на рубежі XII—XIII столітті на його місці була побудована зроблена з колод церква. Загибель Снопорода, мабуть, пов'язана з монгольською навалою на Русь.